# Ганди (филм)
Вижте пояснителната страница за други значения на Ганди.
Филмът Ганди пресъздава житейската история на Махатма Ганди, който изиграва решаваща роля за извоюването на независимостта на Индия.

## Актьорски състав
- Бен Кингсли – Махатма Ганди
- Рохини Хатангади – Кастурба Ганди
- Рошан Сет – Джавахарлал Неру
- Саид Джафри – Валабхаи Пател
- Кандис Бъргън – Маргарет Бърк-Уайт
- Едуард Фокс – Реджиналд Дайър
- Джон Гилгуд – барон Ъруин
- Тревър Хауърд – съдия Брумфилд
- Джон Милс – лорд Челмсфорд
- Мартин Шийн – Винс Уокър
- Иън Чарлсън – Чарлс Фрийр Андрюс
- Атол Фугард – Ян Смьотс
- Алик Падамси – Мохамед Али Джина
- Амриш Пури – Абдул Гафар Хан
- Иън Банън – Фийлдс
- Ричард Грифитс – Колинс
- Найджъл Хоторн – Кинок
- Даниъл Дей-Люис – Колин

## Заден план
На 31 януари 1981 г., 33-та годишнина от погребението на Ганди, бе снимана сцената в която Ганди (игран от актьора Бен Кингсли) е носен към гроба. По времето на снимането на филма, е тази сцена с най-много статисти. 300 000 статисти са взели участие, от които 200 000 доброволци. За заснемането на тази единствена сцена са били необходими 11 снимачни екипа.
За ролята на Ганди са били под въпрос Антъни Хопкинс и Алек Гинес.

## Номинации и награди
Филмът получава през 1982 г. 11 номинации за „Оскар“ и печели 8 златни статуетки.

### Награди „Оскар“
- Най-добър филм
- Най-добър актьор (Бен Кингсли)
- Най-добър оригинален сценарий (Джон Брайли)
- Най-добра сцена
- Най-добри костюми
- Най-добра режисура (Ричард Атънбъро)
- Най-добра кинематография
- Най-добър оператор

### Други номинации за „Оскар“
- Най-добра маска
- Най-добра музика
- Най-добър звук

През същата година филма получава и наградата на БАФТА за най-добър филм.